# Teichbinsen
Teichbinsen (Schoenoplectus), auch Teichsimsen, Seebinsen oder Flechtbinsen, sind eine Pflanzengattung innerhalb der Familie der Sauergrasgewächse (Cyperaceae). Die 18 bis zu 30 Arten sind fast weltweit verbreitet.

## Beschreibung

### Vegetative Merkmale
Teichbinsen-Arten sind ausdauernde krautige Pflanzen und erreichen Wuchshöhen von bis über 250, selten 400 Zentimetern. Der Stängel ist unten rund, oben entweder oval oder dreikantig und blattlos. Die Farbe des Stängels variiert zwischen frisch-grün und grau-grün. Der Stängel hat meist nur am Grund mehr oder weniger spreitenlose Blätter.

### Generative Merkmale
An den oberen Enden der Stängel befindet sich eine scheinbar seitenständige Spirre aus braunen Ährchen – ein Hüllblatt erscheint wie eine „Fortsetzung“ des Stängels. Es sind keine oder bis zu sechs hypogynen Borsten vorhanden. Jede Blüte enthält drei Staubblätter. Es sind zwei oder drei Narben vorhanden.
Die Frucht ist meist linsenförmig, glatt und braun.

## Standortbedingungen in Mitteleuropa
Teichbinsen-Arten wachsen in der Regel an feuchten Plätzen, vor allem an Ufern von Gewässern. Die Gewöhnliche Teichbinse bildet beispielsweise in idealtypisch zonierten Seen eine eigene Pflanzengesellschaft (Scirpetum lacustris) in Form von Rieden, die sich seeseitig, also in schon recht tiefem Wasser, an Schilfröhrichte anschließen. An manchen Gewässern werden auch Dominanzbestände ohne andere Großröhrichte und -riede ausgeprägt. Mehrere Schoenoplectus-Arten sind salztolerant und besiedeln entsprechend salzhaltige Gewässer in Küstennähe oder an Binnensalzstellen.

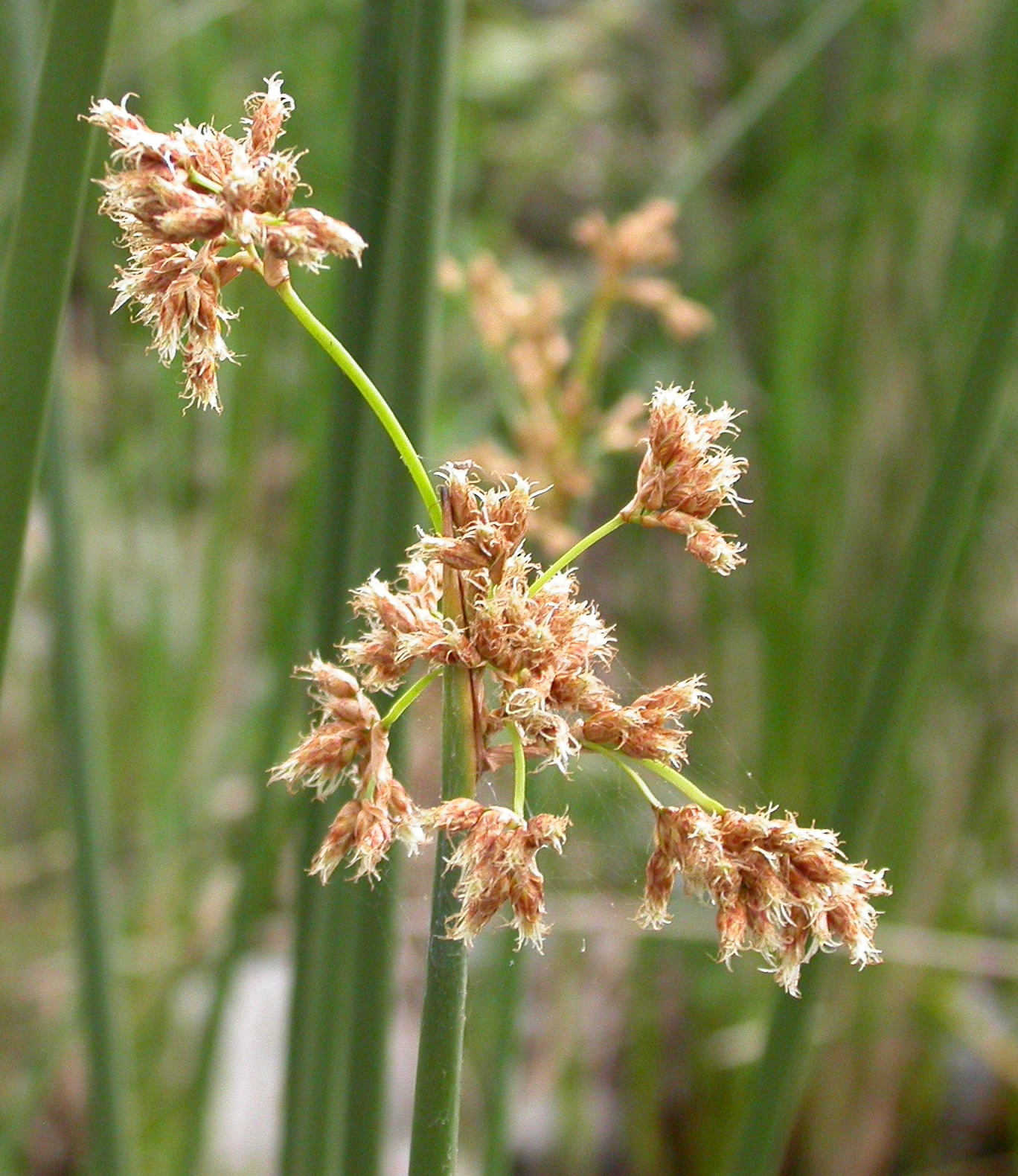
Totora-Schilf (Schoenoplectus californicus)

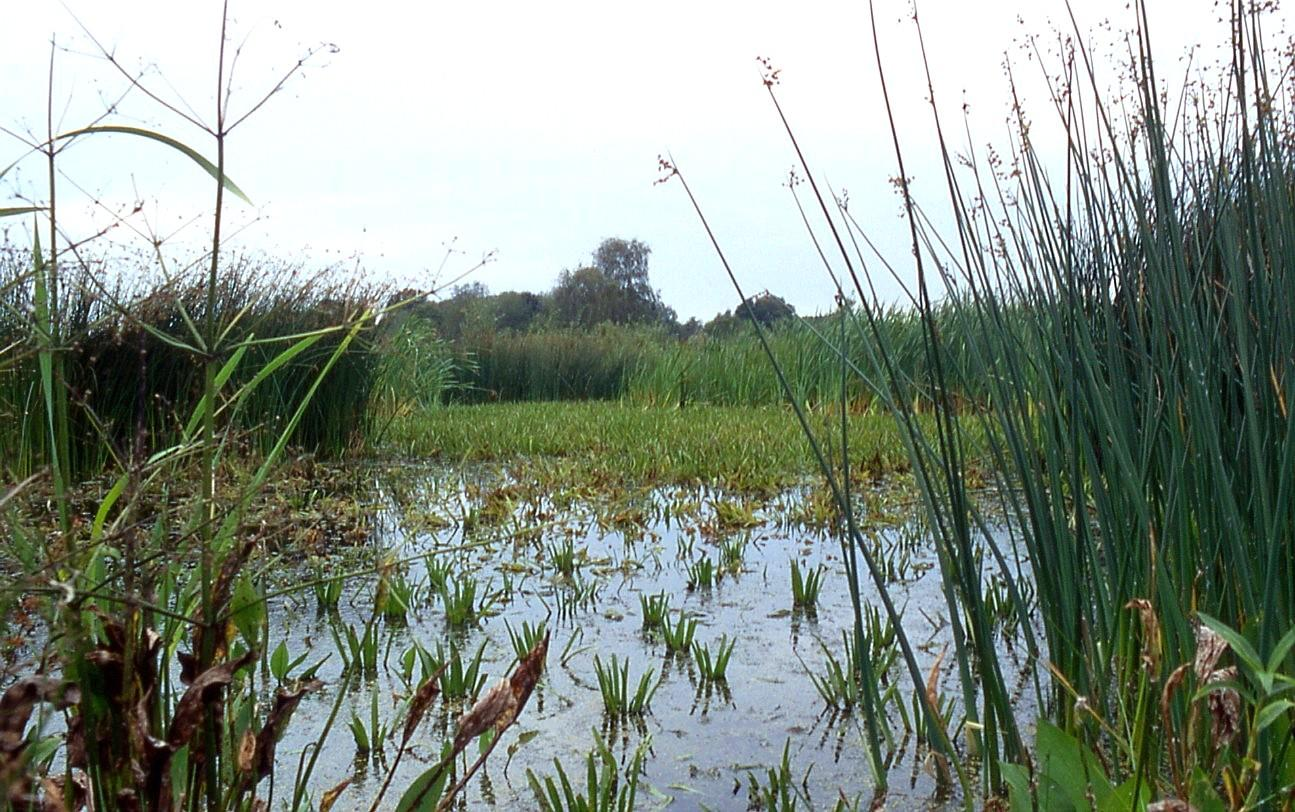
Tümpel mit Gewöhnlicher Teichbinse (Schoenoplectus lacustris), rechts

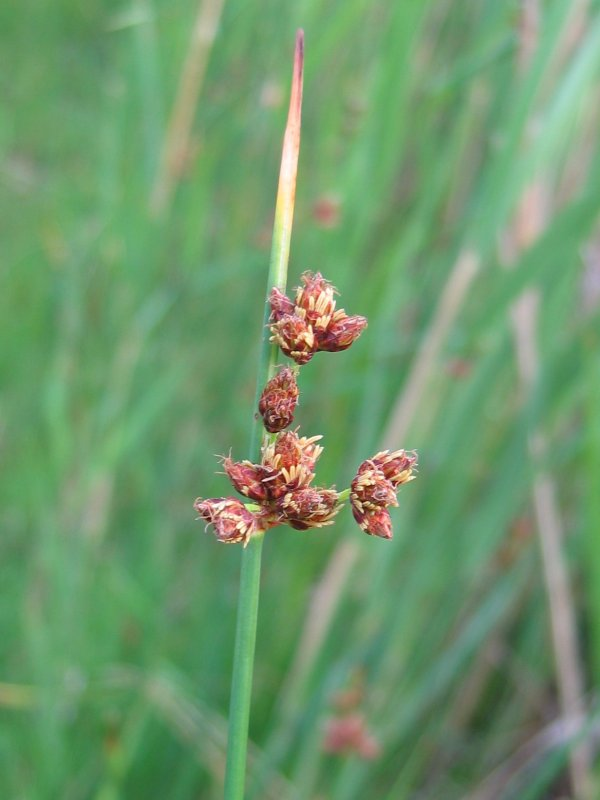
Salz-Teichbinse (Schoenoplectus lacustris subsp. glaucus)

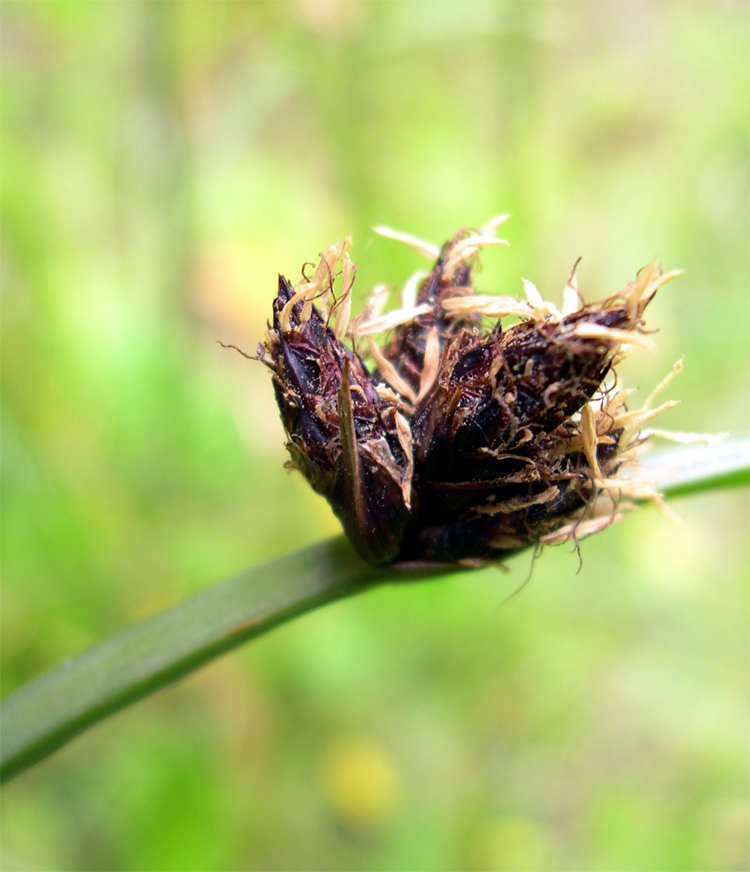
Kleine Dreikant-Teichbinse (Schoenoplectus pungens)

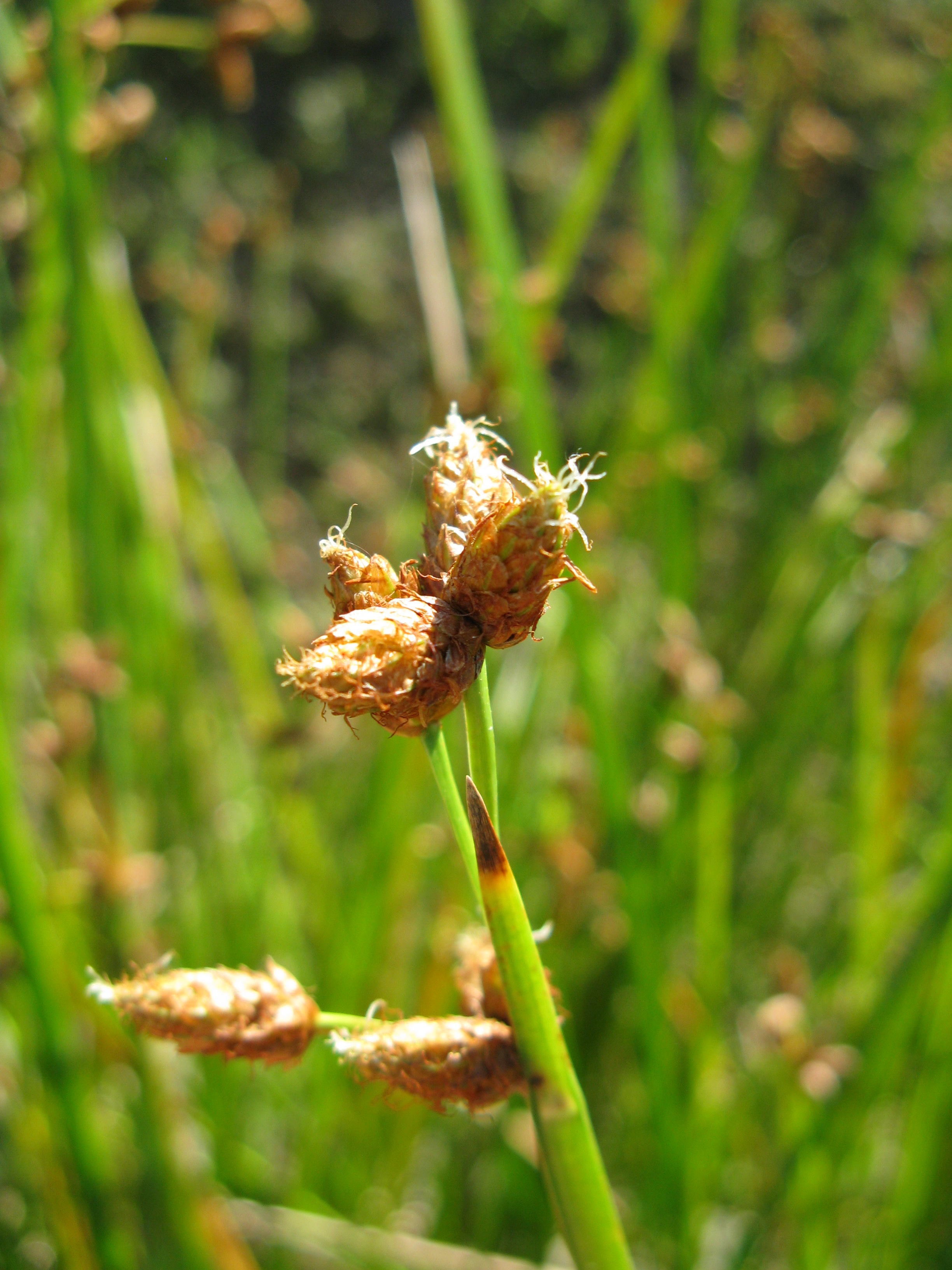
Dreikantige Teichbinse (Schoenoplectus triqueter)

## Systematik und Verbreitung
Die Gattung Schoenoplectus wurde 1888 durch Eduard Palla in Verhandlungen der Kaiserlich-Königlichen Zoologisch-Botanischen Gesellschaft in Wien, Band 38 (Sitzungsbericht), Seite 49 aufgestellt. Der Gattungsname Schoenoplectus leitet sich aus den altgriechischen Wörter schoinos für „Binse“ und plektos für „geflochten“ ab. Synonyme für Schoenoplectus (Rchb.) Palla nom. cons. sind: Elytrospermum C.A.Mey., Heleogiton Schult. nom. illeg., Heleophylax P.Beauv. ex T.Lestib., Malacochaete Nees, Pterolepis Schrad., Pterygolepis Rchb.
Gelegentlich wurden sie auch in die Gattung Scirpus einbezogen.
Die Arten der Gattung Schoenoplectus sind fast weltweit verbreitet.
In Mitteleuropa kommen die Arten Gewöhnliche Teichbinse (Schoenoplectus lacustris (L.) Palla), Strand-Teichbinse, Schoenoplectus litoralis ((Schrad.) Palla), Kleine Dreikant-Teichbinse (Schoenoplectus pungens ((Vahl) Palla)), Salz-Teichbinse (Schoenoplectus tabernaemontani ((C.C.Gmel.) Palla)), Dreikantige Teichbinse (Schoenoplectus triqueter ((L.) Palla)) vor. Die genannten mitteleuropäischen Arten sind mit Ausnahme von Schoenoplectus lacustris zerstreut bis sehr selten und stehen zum Teil auf der Roten Liste.
Insgesamt gehören 18 bis 30 Arten zur Gattung Schoenoplectus:
- Schoenoplectus acutus (Muhl. ex Bigelow) Á.Löve & D.Löve, Tule genannt: Es gibt zwei Varietäten:[2][2]
  - Schoenoplectus acutus (Muhl. ex Bigelow) Á.Löve & D.Löve var. acutus: Sie ist in Nordamerika von Alaska über Kanada bis zu den USA verbreitet und kommt auch im zentralen Kamtschatka vor.[2]
  - Schoenoplectus acutus var. occidentalis (S.Watson) S.G.Sm.: Diese Neukombination erfolgte 1995. Die Varietät kommt von den westlichen USA bis Texas sowie dem nordwestlichen Mexiko und auf Clipperton Island vor.

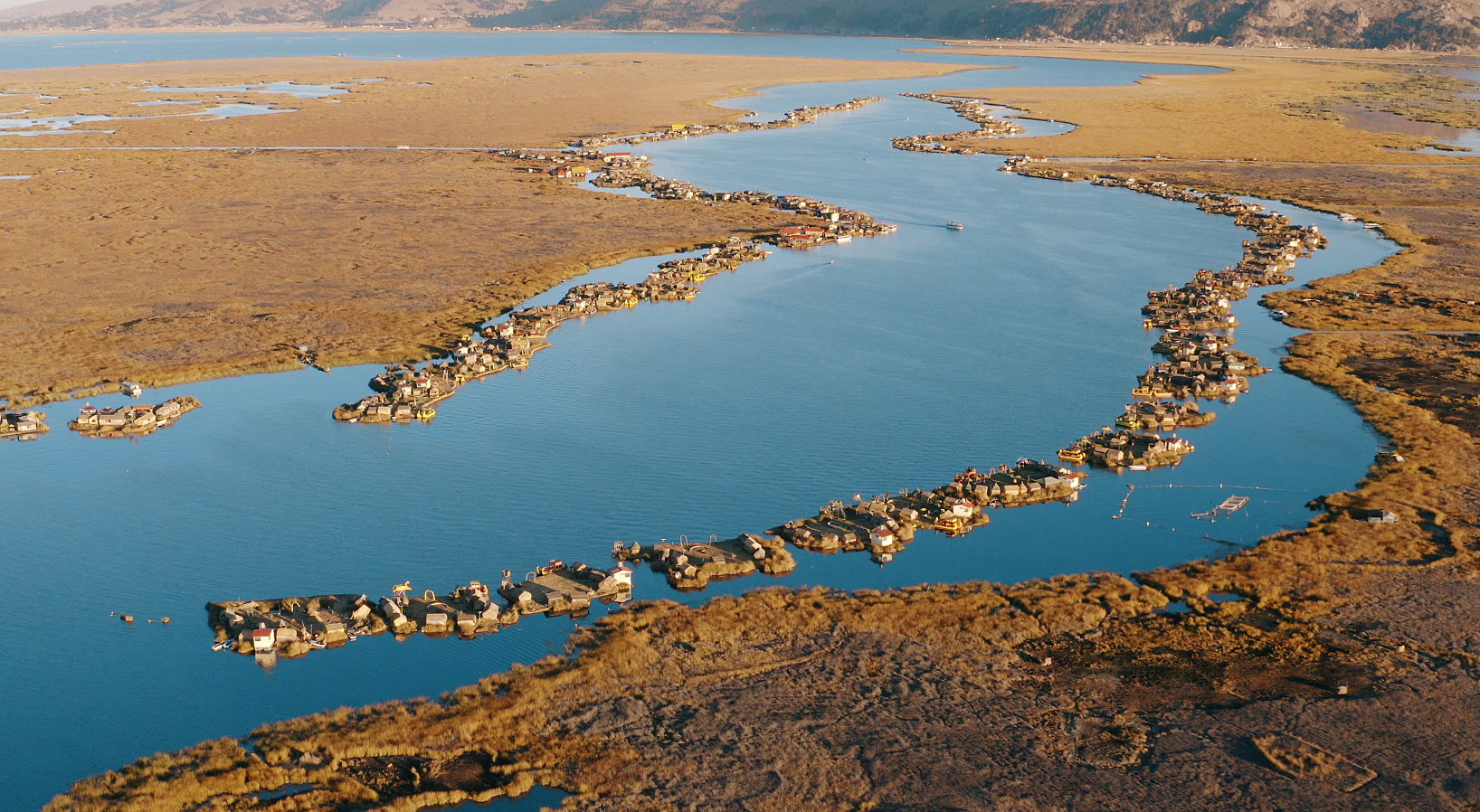
Künstliche schwimmende Inseln aus Totora-Schilf (Schoenoplectus californicus), gebaut von den Urus für ihre Siedlungen im Titicaca-See

- Schoenoplectus americanus (Pers.) Volkart (Syn.: Schoenoplectus americanus subsp. triangularis (Pers.) Soó, Schoenoplectus chilensis (Nees & Meyen) Soják, Schoenoplectus olneyi (A.Gray) Palla): Sie ist Nord-, Zentral- und Südamerika, auf Karibischen Inseln verbreitet und kommt in Neuseeland vor.[2]
- Totora-Schilf (Schoenoplectus californicus (C.A.Mey.) Soják, Syn.: Schoenoplectus californicus var. spoliatus (Barros) Vegetti, Schoenoplectus californicus subsp. tereticulmis (Steud.) Soják, Schoenoplectus californicus var. tereticulmis (Steud.) Vegetti, Schoenoplectus chamissoi (Nees) Soják, Schoenoplectus pseudotriqueter (Steud.) Soják, Schoenoplectus riparius (Nees & Meyen) Palla, Schoenoplectus tatora (Kunth) Palla): Sie ist von den zentralen bis südlichen USA über Zentralamerika und in Südamerika von Kolumbien, Ecuador, Peru bis Chile sowie Argentinien verbreitet.[2] Sie ist auf der Osterinsel, auf den Cook-Inseln, auf Hawaii und auf der Nordinsel Neuseelands ein Neophyt.[2]
- Schoenoplectus deltarum (Schuyler) Soják: Sie kommt von den zentralen bis südöstlichen USA vor.[2]
- Schoenoplectus ehrenbergii (Boeckeler) Soják: Sie kommt vom osteuropäischen Russland über Zentralasien bis zur Inneren Mongolei und Xinjiang vor.[2]
- Schoenoplectus etuberculatus (Steud.) Soják: Sie kommt von den zentralen bis östlichen USA von Rhode Island bis Texas sowie Florida vor.[2]
- Schoenoplectus halophilus Papch. & Laktionov: Sie wurde 2012 aus dem südlichen europäischen Russland erstbeschrieben.[2]
- Schoenoplectus heterochaetus (Chase) Soják: Sie ist von Kanada bis in die nördlichen USA verbreitet.[2]
- Gewöhnliche Teichbinse (Schoenoplectus lacustris (L.) Palla): Es gibt zwei Unterarten:[2]
  - Schoenoplectus lacustris subsp. hippolyti (V.I.Krecz.) Kukkonen: Diese Neukombination erfolgte 1996. Die Unterart ist in Eurasien von der Krim über den Himalaja bis zu Russlands Fernem Osten verbreitet.
  - Schoenoplectus lacustris (L.) Palla subsp. lacustris: Sie ist in Eurasien und in Nord- sowie Südafrika weitverbreitet.[2]
- Strand-Teichbinse (Schoenoplectus litoralis (Schrad.) Palla): Es gibt zwei Unterarten:[2]
  - Schoenoplectus litoralis subsp. kasachstanicus (Dobrochot.) Soják: Sie kommt in Zentralasien in Kasachstan sowie Usbekistan vor.[2]
  - Schoenoplectus litoralis (Schrad.) Palla subsp. litoralis Sie ist vom gemäßigten Eurasien bis Afrika sowie Madagaskar verbreitet.[2] In Mitteleuropa kommt sie am Neusiedler See vor[3] und kommt in Rheinland-Pfalz in einer Kiesgrube östlich von Jockgrim seit etwa 1985 als lokal eingebürgerter Neophyt vor.
- Schoenoplectus nipponicus (Makino) Soják: Sie ist im japanischen Jeju-do und Russlands Fernem Osten bis zum nordwestlichen China verbreitet.[2]
- Kleine Dreikant-Teichbinse (Schoenoplectus pungens (Vahl) Palla): Die drei Unterarten kommen in Europa, vom östlichen Kanada bis Mexiko, auf Hispaniola, von Peru bis Argentinien und von Australien bis Neuseeland vor.[2]
- Schoenoplectus scirpoides (Schrad.) Browning: Das Verbreitungsgebiet erstreckt sich von Äthiopien bis zum südlichen Afrika.[2]
- Schoenoplectus subterminalis (Torr.) Soják: Das Verbreitungsgebiet erstreckt sich von Alaska bis zu den USA.[2]
- Schoenoplectus subulatus (Vahl) Lye: Das Verbreitungsgebiet erstreckt sich von Afrika bis zu den Inseln im Pazifik.[2]
- Salz-Teichbinse (Schoenoplectus tabernaemontani (C.C.Gmel.) Palla): Sie ist fast weltweit verbreitet.[2]
- Schoenoplectus torreyi (Olney) Palla: Sie ist vom zentralen bis östlichen Kanada und von den zentralen bis nordöstlichen USA verbreitet.[2]
- Dreikantige Teichbinse (Schoenoplectus triqueter (L.) Palla): Sie ist in Eurasien weitverbreitet.[2]

Naturhybride sind:
- Gekielte Teichbinse (Schoenoplectus ×carinatus (Sm.) Palla) = Schoenoplectus lacustris × Schoenoplectus triqueter; es gibt zwei Unterarten:
  - Schoenoplectus × carinatus nothosubsp. carinatus (Syn.: Scirpus ×kalmussii Asch., Abrom. & Graebn., Schoenoplectus ×kalmussii (Asch., Abrom. & Graebn.) Palla) = Schoenoplectus lacustris × Schoenoplectus triqueter: Sie kommt in Europa vor.[2] In Mitteleuropa kommt sie an der Ostseeküste von Deutschland und Polen vor.[3]
  - Schoenoplectus ×carinatus nothosubsp. triquetriformis (V.I.Krecz.) Govaerts = Schoenoplectus lacustris subsp. hippolyti × Schoenoplectus triqueter: Sie kommt von Zentralasien bis zum westlichen Himalaja vor.[2]
- Schoenoplectus ×contortus (Eames) S.G.Sm. = Schoenoplectus americanus × Schoenoplectus pungens: Sie kommt in den USA vor.[2]
- Gekielte Salz-Teichbinse (Schoenoplectus ×kuekenthalianus (Junge) D.H.Kent) = Schoenoplectus tabernaemontani × Schoenoplectus triqueter: Sie kommt in Europa und vom östlichen Kanada bis in die nördlichen USA vor.[2]
- Schoenoplectus ×oblongus (T.Koyama) Soják = Schoenoplectus acutus × Schoenoplectus tabernaemontani: Sie kommt vom östlichen Kanada bis zu den USA vor.[2]
- Schoenoplectus ×steinmetzii (Fernald) S.G.Sm. = Schoenoplectus heterochaetus × Schoenoplectus tabernaemontani: Sie kommt in den nördlich-zentralen bis nordöstlichen USA vor.[2]

Nicht mehr in diese Gattung Schoenoplectus werden die Arten der Gattung Schoenoplectiella gerechnet:
- Schoenoplectus annamicus (Raymond) T.Koyama: Sie kommt in Vietnam vor.[2] → Schoenoplectiella annamica (Raymond) J.R.Starr: Diese Neukombination erfolgte 2021.
- Schoenoplectus corymbosus (Roth ex Roem. & Schult.) J.Raynal → Schoenoplectiella corymbosa (Roth ex Roem. & Schult.) J.R.Starr & Jim.Mejías: Diese Neukombination erfolgte 2021 und sie kommt vom südwestlichen Spanien über weite Teile Afrikas bis zum Indischen Subkontinent vor.[2]
- Schoenoplectus decipiens (Nees) J.Raynal → Schoenoplectiella decipiens (Nees) J.R.Starr: Diese Neukombination erfolgte 2021; die Sippe kommt im südlichen Afrika vor.[2]
- Schoenoplectus heptangularis Cabezas & Jim.Mejías: Sie wurde 2009 aus Bioko im Golf von Guinea erstbeschrieben.[2] → Schoenoplectiella heptangularis (Cabezas & Jim.Mejías): Diese Neukombination erfolgte 2021.
- Schoenoplectus juncoides (Roxb.) Palla (Syn.: Scirpus juncoides Roxb.) → Schoenoplectiella juncoides (Roxb.) Lye: Diese Neukombination erfolgte 2003. Die Art ist vom tropisches bis subtropisches Asien, Nordamerika sowie Australien verbreitet und ist in Reisfeldern in Portugal ein Neophyt.
- Schoenoplectus monocephalus (J.Q.He) S.Yun Liang & S.R.Zhang: Die Heimat ist Anhui in China.[2] → Schoenoplectiella monocephala (J.Q.He) J.R.Starr: Diese Neukombination erfolgte 2021.
- Stachelspitzige Teichbinse (Schoenoplectus mucronatus (L.) Palla) → Schoenoplectiella mucronata (L.) J.Jung & H.K.Choi: Diese Neukombination erfolgte 2010.
- Schoenoplectus muricinux (C.B.Clarke) J.Raynal (Syn.: Schoenoplectus confusus (N.E.Br.) Lye, Schoenoplectus muriculatus (Kük.) Browning): Sie ist von Zentralafrika bis Südafrika verbreitet.[2] → Schoenoplectiella muricinux (C.B.Clarke) J.R.Starr: Diese Neukombination erfolgte 2021.
- Schoenoplectus paludicola (Kunth) Palla: Sie kommt in Südafrika vor.[2] → Schoenoplectiella paludicola (Kunth) J.R.Starr: Diese Neukombination erfolgte 2021.
- Schoenoplectus pulchellus (Kunth) J.Raynal: Die Heimat ist das südliche Afrika.[2] → Schoenoplectiella pulchella (Kunth) J.R.Starr: Diese Neukombination erfolgte 2021.
- Schoenoplectus rhodesicus (Podlech) Lye: Die Heimat ist das südwestliche Tansania bis Simbabwe.[2] → Schoenoplectiella rhodesica (Podlech) J.R.Starr: Diese Neukombination erfolgte 2021.
- Niedrige Teichbinse (Schoenoplectus supinus (L.) Palla)[2] → Schoenoplectiella supina (L.) Lye: Diese Neukombination erfolgte 2003.

## Verwendung
In der Jungsteinzeit flochten Menschen, wie noch heute aus der „Binse“ Matten und Körbe. Teichbinsen-Arten werden außerdem in biologischen Kläranlagen eingesetzt. Die Erforschung dieser Möglichkeiten durch die Gewöhnliche Teichbinse ist besonders Käthe Seidel (1907–1990) zu verdanken.